# Орнамент
| Богато орнаментиран интериор в стил рококо в манастира „Вилхеринг“ в Австрия |  | Орнаменти върху китайски порцеланов съд |
| Богато орнаментиран интериор в стил рококо в манастира „Вилхеринг“ в Австрия |  | Орнаменти върху китайски порцеланов съд |

Орнамѐнтите (от латински: ornamentum, „украшение“) са визуални декоративни елементи, използвани в архитектурата и приложното изкуство.
Най-често те представляват стилизирани геометрични, растителни или животински мотиви. Архитектурните орнаменти могат да бъдат изсечени в камък, дърво или метал, да бъдат оформени от гипс или глина или да бъдат изрисувани или отпечатани върху повърхността на различни архитектурни елементи, а в приложните изкуства те се изпълняват от основния материал на предметите или с повърхностното им покритие.